# E-agriculture
E-agricultureとは情報通信技術を取り入れた農業。

## 概要
2000年代になってから情報通信技術の発展の余波が徐々に農業分野にも波及し始め、2003年と2005年に開催された情報社会に関する世界サミットで提唱されるようになった経緯がある。情報通信技術を農業に導入することによって作付け時期や作物の成長段階に応じた適切な肥料散布や収穫のタイミング等を最適化することにより無駄を減らし、収量を高め、農業関係の機関や個人が知識を共有し、農村コミュニティに力を与え、持続可能な農業を築く事を目的とする。